# 雨山路駅
雨山路駅（うさんろえき）は、中華人民共和国江蘇省南京市浦口区にある、南京地下鉄10号線の駅である。

## 歴史
- 2014年7月1日、10号線の駅として開業[1]。

## 駅名
駅名については、事業着手当初は南京地下鉄集団は「城西路駅」の仮称を用いており、運営開始前に駅名が「雨山路駅」に決定したことが発表された。

## 隣の駅
南京地下鉄
■10号線
文徳路駅 - 雨山路駅 -